# Antheridium
Een antheridium (meervoud: antheridiën) is een haploïde structuur of orgaan, dat mannelijke gameten, antherozoïden of zaadcellen, produceert. Een antheridium wordt gevormd tijdens de gametofytfase van "lagere planten", zoals mossen, varens en primitieve vaatplanten (Psilotales). Vele algen, palmvarens, sommige schimmels, waterschimmels (oömyceten) en de Japanse notenboom (van het verder uitgestorven geslacht ginkgo) vormen ook antheridia.
Een antheridium bestaat uit steriele cellen en spermatogeen weefsel. De steriele cellen zorgen voor versteviging of bescherming van het spermatogeen weefsel. De spermatogene cellen produceren door mitotische celdeling de spermatiden (zaadcellen). Bij de lagere schimmels ontstaat het antheridium aan de top van een antheridiofoor, een stengelachtige structuur.
Bij vele naaktzadigen en alle bedektzadigen is de mannelijke gametofyt gereduceerd tot een stuifmeelkorrel en de antheridiën tot een enkele generatieve cel binnenin de stuifmeelkorrel. Na de bestuiving deelt de generatieve cel en vormt daarbij twee spermacellen.
Bij mossen spreekt men van androecium als de antheridiën bij elkaar staan geplaatst.

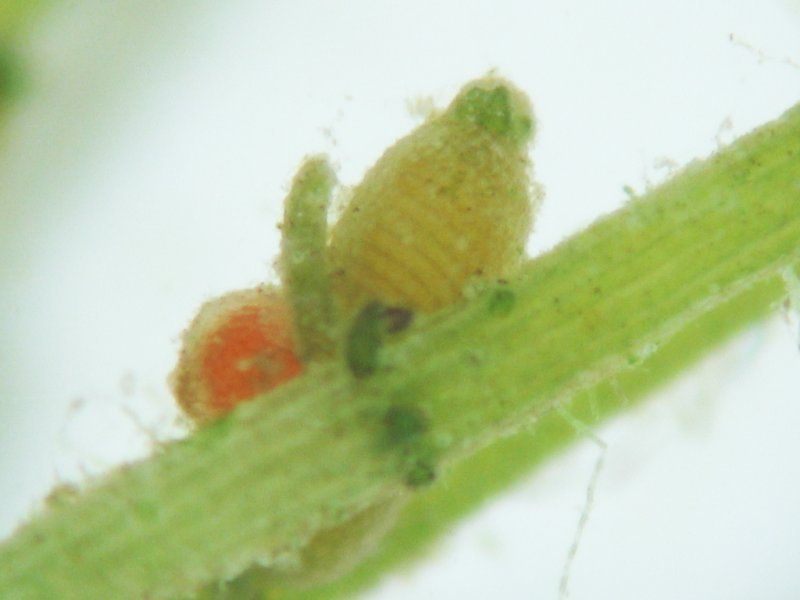
Antheridium (rood) en oögonium (rechts daarnaast) van de alg Chara contraria
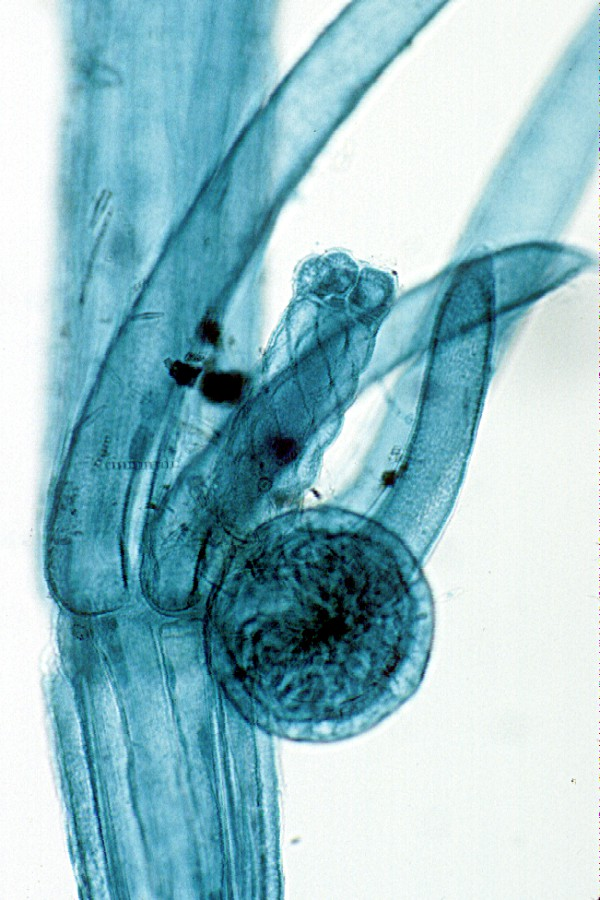
Antheridium en oögonium van een alg (Chara-soort)
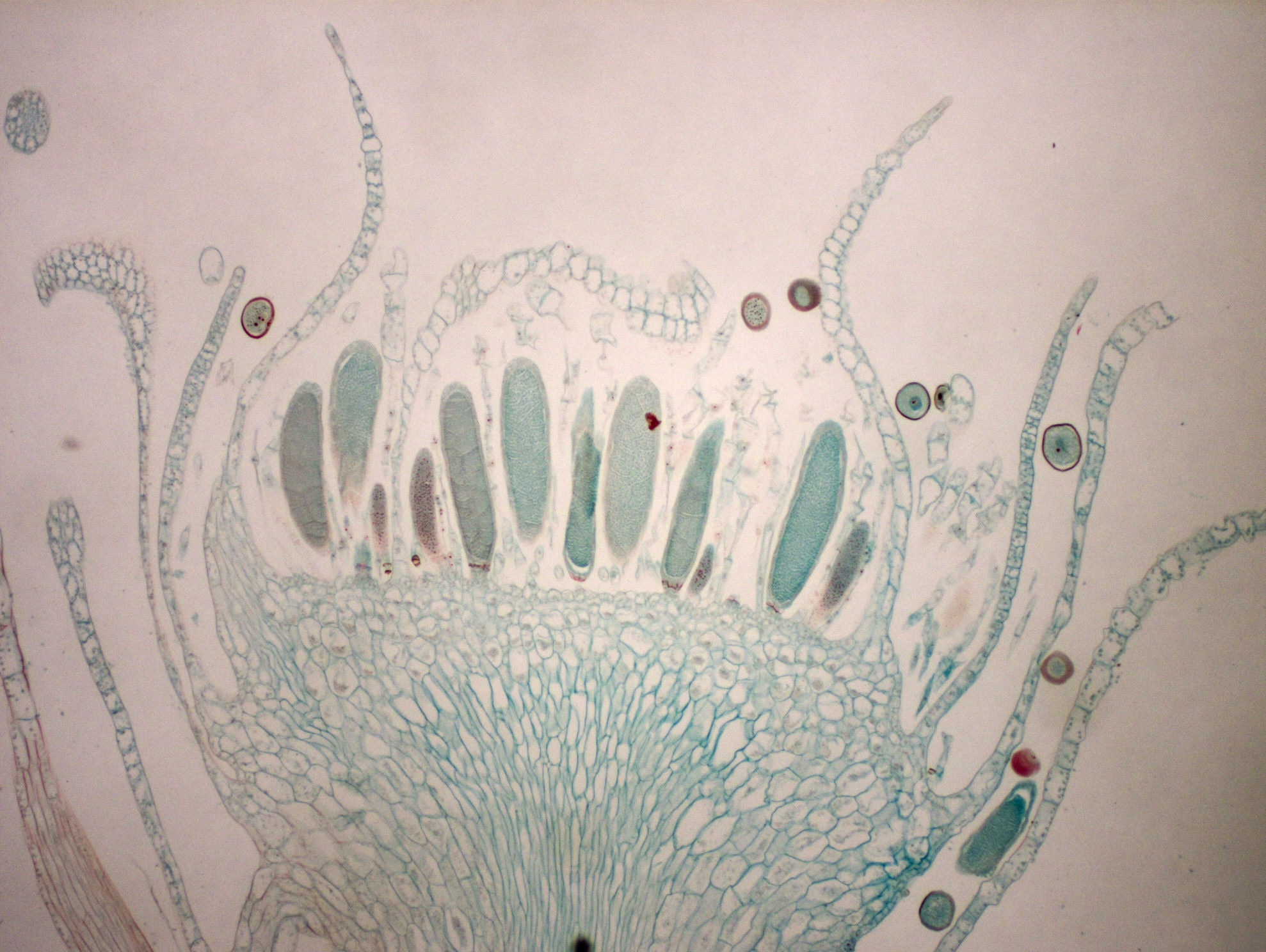
Dwarsdoorsnede van antheridia met parafysen van een mos
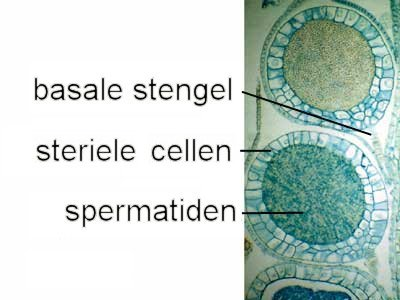
Antheridia van Porella sp., een bebladerd levermos.
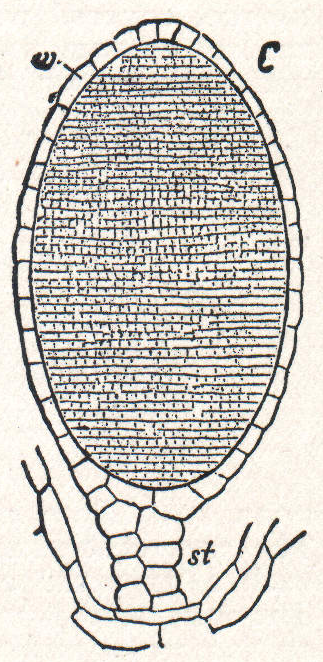
Antheridium van een levermos